# Herbert Doms
Herbert Doms, né le 14 avril 1890 à Racibórz en Haute-Silésie et mort le 22 septembre 1977 à Münster, est un théologien moraliste catholique allemand.

## Biographie
Doms est issu d'une famille d'industriels du tabac. Fils de l'industriel du tabac Franz Doms et de Maria Doms (née Hochet), il a un frère aîné, Julius Doms, qui reprend l'entreprise familiale. Herbert Doms est par ailleurs le neveu de l'artiste et écrivain Wilhelm Doms (1868-1957).
Herbert Doms fréquente le lycée de Racibórz de 1899 à 1908, puis étudie les sciences naturelles à Munich, Berlin et Breslau. En 1914, il obtient son doctorat à l'Institut zoologique de l'Université de Munich.
De 1914 à 1918, il est mobilisé et s'engage dans la Croix-Rouge allemande. En 1919, il devient assistant à l'Institut zoologique de Breslau (en polonais, Wrocław). Il y écrit une étude réputée sur le vieillissement, la mort et le rajeunissement (1921).
Il étudie ensuite la théologie catholique. Le 2 mars 1924, il est ordonné prêtre à Breslau. Il sert comme aumônier à Breslau et Mühlbock (Neumark). En 1927, il obtient son doctorat de théologie, et en 1930 l'habilitation en dogmatique à l'Université de Breslau. De 1930 à 1946, il est professeur à Braunsberg, Fribourg, Breslau et Münster. De 1946 à 1948, Doms est "Dozent" en théologie fondamentale à Fribourg-en-Brisgau. De 1948 à 1956, il est professeur de théologie morale à l'Université de Münster.

## Pensée
Théologien moraliste catholique, Herbert Doms « construit avec rigueur un système doctrinal nouveau », distinct de la tradition augustinienne qui depuis plus de 1 500 ans sous-tendait la doctrine de l’Église catholique en matière de sexualité conjugale.
L'une des positions traditionnelle de l’Église catholique était que l'accouplement des époux n'était licite qu'en vue de la procréation. En effet, la sexualité humaine semble disposée en vue de procréer et reproduire l'espèce (c'est sa finalité « naturelle »). Pour cette raison, le coït interrompu, les rapports sexuels pendant la grossesse et autres pratiques contraceptives étaient essentiellement proscrits par l’Église. S'y livrer revenait en effet à gaspiller la semence des époux, à user de la sexualité pour une fin « contre-nature » (= autre que la procréation à laquelle elle est ordonnée). Doms, formé en sciences naturelles, tient compte des découvertes du XIXe siècle concernant l'ovulation. Puisque ce phénomène est cyclique et indépendant de l'acte sexuel, ce dernier n'est pas toujours fécond. Or le rapport sexuel, lui, est possible durant tout le cycle menstruel. Il faut donc envisager que l'accouplement puisse avoir d'autres fins que la procréation.
De plus, l'argument du gaspillage de la semence est affaibli par le fait que l'ovule, dont la durée de vie est d'environ 24h, meurt s'il n'est pas fécondé. La continence, seule contraception autorisée par la tradition catholique, s'avère avoir le même effet qu'un coït interrompu : la semence est "perdue".
Pour Doms, la procréation biologique ne peut donc pas être la seule fin de l'accouplement. Le rapport conjugal est donc un « acte ontologique, touchant l'être même des personnes qui agissent ensemble ; c'est un abandon de soi véritable et non symbolique ; un accomplissement de soi en l'autre ». Herbert Doms, avec son ouvrage de 1935, participe donc à fonder une doctrine « personnaliste » de la morale conjugale catholique.
Il ne fait pas pour autant l'apologie de la contraception, déclarant par ailleurs que « toute altération artificielle de l'acte biologique... constitue une falsification d'un acte profondément mystérieux » (cité par Flandrin, 1970). En cela aussi, l'interprétation personnaliste du mariage de Doms ouvre la voie à l'argumentation des papes qui après la Seconde Guerre mondiale condamneront la contraception mécanique, hormonale, ou encore la fécondation artificielle.

## Publications (sélection)
- Über den Einfluss der Temperatur auf Wachstum und Differenzierung der Organe während der Entwicklung von rana esculenta [À propos de l'influence de la température sur la croissance et la différenciation des organes au cours du développement de rana esculenta], Archiv f. mikr. Anat. 87, 60–95 (1915). DOI 10.1007/BF02981348.
- Die Gnadenlehre des seligen Albertus Magnus. Erster Teil [La doctrine de la grâce du bienheureux Albert le Grand. Première partie], Breslau, 1927.
- Vom Sinn und Zweck der Ehe, Ostdeutsche Verlagsanstalt, Breslau, 1935.
  - Traduction française : Du sens et de la fin du mariage, Desclée de Brouwer, Paris, 1937.
- Die Stellung des Menschen im Kosmos [La place de l'homme dans le cosmos], Aschendorff, Münster 1951.
- Vom Sinn des Zölibats [Le sens du célibat], Verlag Regensberg Münster (Westf.). Imprimatur donnée le 4 septembre 1954.
- Der Einbau der Sexualität in die menschliche Persönlichkeit [L'incorporation de la sexualité dans la personnalité humaine]. Verlag Wort und Werk GmbH, Cologne 1959. Imprimatur donnée le 17 avril 1959[4].
- Dieses Geheimnis ist groß, Verlag Wort und Werk, Cologne, 1960.
- avec Johannes Langner :Wilhelm Doms (de) 1868–1957 ; Gemälde-Aquarelle-Graphik, Brentano-Verlag, Stuttgart, 1962.
- Gatteneinheit und Nachkommenschaft [Unité conjugale et progéniture], Matthias-Grünewald-Verlag, Mayence, 1965.